# Montigny-lès-Vaucouleurs
Montigny-lès-Vaucouleurs es una comuna francesa situada en el departamento de Mosa, en la región de Gran Este.

## Demografía
| 121 | 106 | 96 | 94 | 85 | 76 | 76 |
| Para los censos de 1962 a 1999 la población legal corresponde a la población sin duplicidades (Fuente: INSEE [Consultar]) |     |    |    |    |    |    |